# Los que nunca olvidarán
Los que nunca olvidarán es la decimotercera novela del escritor y periodista uruguayo Fernando Butazzoni. Basado en un episodio ocurrido a mediados del siglo XX, el libro fue publicado por Alfaguara en marzo de 2020, aunque la pandemia retrasó su distribución hasta junio del mismo año. 
Durante varios meses fue el libro más vendido en Uruguay.

## Reseña
Está basada en el asesinato de Herberts Cukurs, un criminal de guerra nazi, llevado a cabo en 1965 en Shangrilá .
El libro reconstruye de forma detallada el caso de Herberts Cukurs, uno de los pioneros de la aviación europea pero también conocido como «El verdugo de Letonia» por su participación en el holocausto de dicho país durante la invasión nazi.
Finalizada la guerra se radicó en Brasil donde se dedicó a dar reportajes donde refutaba las acusaciones que lo señalaban como nazi y negando los crímenes que se le adjudicaron. Cuando las autoridades israelitas lo localizaron en el país sudamericano mandaron a un comando de espías del Mossad para asesinarlo, un agente que se hizo pasar como empresario inmobiliario lo convenció de viajar a Uruguay para realizar una operación inmobiliaria, en dicho país sudamericano más precisamente en la playa de Shangrila lo esperaban otros agentes de la inteligencia israelita quienes lo mataron y dejaron su cadáver en el baúl de un auto.
A 120 años de su nacimiento en Letonia se publicó un libro suyo titulado Mi vuelo a Japón donde cuenta su viaje a ese país en un avión construido por el mismo.
Basada en ese ajusticiamiento, la novela trata de reconstruir los hechos y misterios que rodean al caso, el porqué Cukurs fue trasladado de Brasil a Uruguay y no lo mataron directamente donde se encontraba. Y además Cukurs en su país natal, Letonia, es considerado un héroe.
El libro estuvo entre los más venidos en Uruguay en julio, agosto, septiembre y octubre de 2020.
En abril de 2021 fue lanzado en los Estados Unidos el podcast Good Assassins: Hunting the Butcher, conducido por el escritor y guionista Stephan Talty, y producido por la compañía Diversion Podcasts, en el que Butazzoni recuerda algunos episodios de su investigación.